# Przylądek Cruz

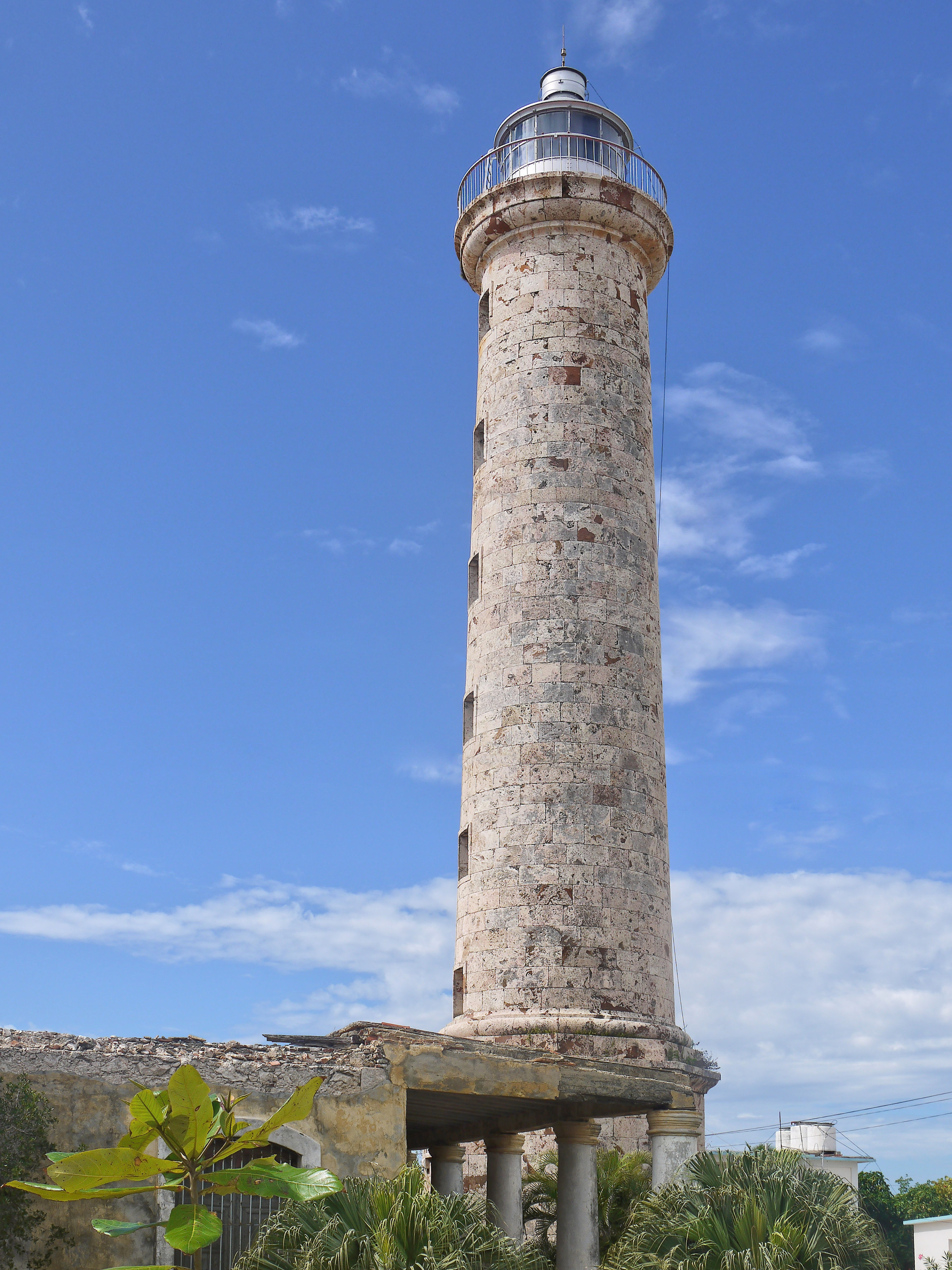
Latarnia morska Faro Vargas

Cape Cruz (hisz. Cabo Cruz, ang. Cape Cruz) - przylądek stanowiący zachodni kraniec prowincji Granma w południowej Kubie. Rozciąga się w kierunku Morza Karaibskiego i wyznacza wschodnią granicę Zatoki Guacanayabo. Administracyjnie przylądek znajduje się w gminie Niquero i jest częścią Parku Narodowego Desembarco del Granma.

## Architektura
Najbardziej wysunięty na południe kraniec przylądka Cruz oznaczony jest latarnią morską Faro Vargas z XIX wieku o wysokości 32 m (104,99 ft). Pełni kluczową rolę w nawigacji morskiej w tym rejonie.

## Transport
Przylądek jest punktem końcowym odgałęzienia Niquero autostrady "Circuito Sur de Oriente" (CSO). Droga ta zapewnia połączenie lądowe z innymi częściami prowincji i kraju.